# Henrik Visnapuu
Henrik Visnapuu (n. 2 ianuarie 1890, Helme⁠(d), Regiunea Valga, Estonia – d. 3 aprilie 1951, Long Island, New York, SUA) a fost un scriitor eston.

## Lucrări scrise

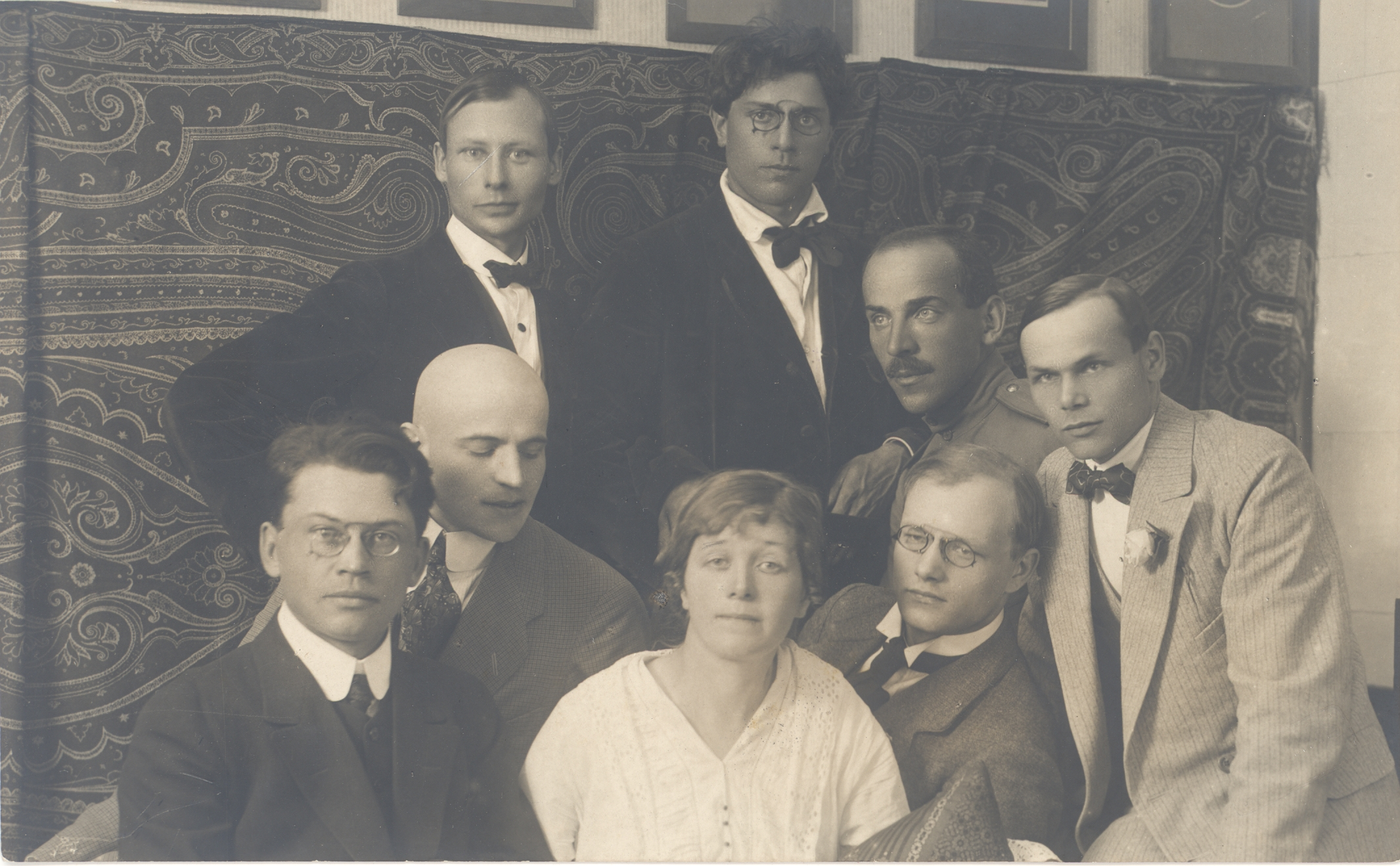
Membrii grupului Siuru, în spate: Peet Aren, Otto Krusten, primul rând: Friedebert Tuglas, Arthur Adson, Marie Under, August Gailit, Johannes Semper și Henrik Visnapuu.

- Amores (1917)
- Jumalaga, Ene! (1918)
- Talihari (1920)
- Hõbedased kuljused (1920)
- Käoorvik (1920)
- Ränikivi (1925)
- Maarjamaa laulud (1927)
- Puuslikud (1929)
- Tuulesõel (1931)
- Päike ja jõgi (1932)
- Põhjavalgus (1938)
- Tuule-ema (1942)
- Esivanemate hauad (1946)
- Ad astra (1947)
- Periheel. Ingi raamat (1947)
- Mare Balticum (1948)
- Linnutee (1950)